# Erste Schlacht bei Lacolle Mills
Kriegsschauplatz St. Lawrence/Lake Champlain 

1. Sacket’s Harbor – 1. Lacolle Mills – Ontariosee – Ogdensburg – New York – 2. Sacket’s Harbor – Châteauguay – Chrysler’s Farm – 2. Lacolle Mills – Fort Oswego – Big Sandy Creek – Plattsburgh
Niagara-Kriegsschauplatz

Queenston Heights – Frenchman’s Creek – George – Stoney Creek – Beaver Dams – Black Rock – Fort Niagara – Buffalo – 1. Fort Erie – Chippewa – Lundy’s Lane – 2. Fort Erie – Cook’s Mill
Detroit-Kriegsschauplatz

Tippecanoe – Fort Mackinac – Dearborn – Detroit – Fort Harrison – Fort Wayne – Wild Cat Creek – Mississinewa – Frenchtown – Fort Meigs – Fort Stephenson – Eriesee – Thames River – Longwoods – Prarie du Chien – Rock Island Rapids – Mackinac Island – Malcom’s Mills
Chesapeake-Kriegsschauplatz

Craney Island – St. Michaels – Chesapeake – Bladensburg – Washington – Caulk’s Field – North Point – Baltimore
Südlicher Kriegsschauplatz

Creek – 1. Fort Bowyer – Fayal – Pensacola – Borgnesee – New Orleans – Fort St. Philip – Fort Peter – 2. Fort Bowyer
Während des Britisch-Amerikanischen Kriegs von 1812 kam es am 27. November 1812 zu einer Schlacht zwischen britisch-kanadischen und amerikanischen Truppen bei der südlich von Montréal gelegenen kanadischen Stadt Lacolle (Québec), in deren Brennpunkt die nahe gelegene Mühle (engl. Lacolle Mills) stand. Sie endete mit einem Sieg der Briten, der überwiegend einem Irrtum der amerikanischen Befehlshaber zuzuschreiben war, die sich während der Schlacht gegenseitig bekämpften.

## Vorgeschichte
Im Jahre 1778 wurde bei Lacolle eine Sägemühle erbaut, die dazu diente das benötigte Holz für den Bau von Befestigungsanlagen in Saint-Jean-sur-Richelieu und Fort Chambly zu liefern. Später wurde unter der Leitung von Major William Twiss ein Blockhaus errichtet, der bereits die Verteidigungsanlagen bei Coteau-du-Lac konzipiert hatte.
Nachdem amerikanische Versuche, über den Niagara River nach Kanada einzumarschieren, durch die Niederlage in der Schlacht von Queenston Heights gescheitert waren, beschloss US-Generalmajor Henry Dearborn einen direkten Angriff auf Montréal. Die Amerikaner hofften dadurch die britischen Nachschublinien an den Ontariosee und den Eriesee zu unterbrechen. Die Vorbereitungen verliefen jedoch sehr langsam, unter anderem weil die Anwerbung von Kriegsfreiwilligen in Neuengland auf große Schwierigkeiten stieß – die meisten Neuengländer waren gegen den Krieg und hatten kein Interesse ihre Nachbarn und Handelspartner jenseits der Grenze anzugreifen. Die meisten der 6.000 Milizionäre, die Dearborn schließlich in Albany zusammenziehen konnte, kamen aus anderen Bundesstaaten.
Präsident James Madison, der angesichts vorangegangener militärischer Debakel einen Sieg brauchte, um die öffentliche Meinung zu beruhigen, verlor die Geduld und setzte den zögernden General massiv unter Druck, ohne Rücksicht auf das Wetter und andere Hindernisse endlich mit der Invasion zu beginnen. Charakteristisch für die Kampfmoral der US-Truppen war die Weigerung von Milizen aus Vermont und New York, die kanadische Grenze zu überschreiten.

## Verlauf der Schlacht
Dearborn verlegte schließlich einen großen Teil seiner Armee nach Plattsburgh und überschritt am 27. November 1812 südlich von Montréal in der Nähe der Stadt Lacolle die Grenze. Bei der Mühle von Lacolle (Lacolle Mills) hatten sich 300 frankokanadische Milizionäre (Canadian Voltigeurs) und 230 Krieger der Kahnawake-Mohawk unter Oberst Charles-Michel de Salaberry postiert, die sich nach hartem Widerstand angesichts der amerikanischen Übermacht schließlich zurückzogen. Die Amerikaner besetzten die Mühle und bereiteten einen weiteren Vormarsch am nächsten Tag vor.
Während der Nacht griff eine andere amerikanische Einheit unter Zebulon Pike die Mühle an, welcher offenbar nicht informiert worden war, dass sie sich in amerikanischer Hand befand. Da die Verteidiger der Mühle mit einem britischen Gegenangriff rechneten, eröffneten sie das Feuer. Es kam zu einem mehrstündigen Gefecht. Erst im Morgengrauen bemerkten die Amerikaner ihren Irrtum.
Kurz nach dem Gefecht trafen die frankokanadischen Truppen unter dem Kommando de Salaberrys bei der Mühle ein. Sie begannen mit einem Gegenangriff, der die erschütterten amerikanischen Truppen zum Rückzug über die Grenze bewegte. Der Wintereinbruch verhinderte einen erneuten Angriff auf Montréal.
Angesichts dieses Fiaskos bot General Dearborn seinen Rücktritt an, der von Madison im Frühjahr 1813 angenommen wurde.